# Cununcus
Cununcus là một chi bướm đêm thuộc phân họ Tortricinae của họ Tortricidae.

## Các loài
- Cununcus phylarchus Razowski & Becker, 2000